# 大戈林湖
53°02′23″N 13°35′29″E / 53.03984°N 13.59151°E
大戈林湖（德語：Großer Gollinsee），是德國的湖泊，位於該國西南部，由勃蘭登堡州負責管轄，處於烏克馬克縣，長2.1公里、寬0.3公里，面積0.2平方公里，海拔高度54米。